# Кайро
 Тази статия е за града в Египет.  За града в Съединените щати вижте Кайро (Илинойс).  
Кайро (на арабски: القاهرة, /ælˈqɑːheɾa/ Al-Qahirah.ogg) е столицата и най-големият град на Египет. С население над 10 милиона души (2024 г.), а с предградията – около 23 милиона души (2025 г.), Кайро е най-големият метрополис в Близкия Изток и Арабския свят.
Като главен стопански, административен, културен и туристически център, в Кайро има много правителствени офиси, учреждения, бизнес центрове, хотели. Той е и административен център на мухафаза Кайро. Определян е като глобален град от категория „Бета +“.
Кайро е свързан с историческото наследство на Древен Египет, като в близост до него са разположени Пирамидите в Гиза и древният град Мемфис. Разположен край Делтата на Нил, съвременният Кайро е основан през 969 година от династията на Фатимидите, но на мястото на града са запазени останки от предишни периоди. В продължение на столетия Кайро е център на политическия и културния живот в региона и е известен с прозвището „Градът на хилядата минарета“, заради множеството паметници на ислямската архитектура. Градът е средище на най-старата и най-мащабна филмова и музикална индустрия в Арабския свят и седалище на второто най-старо висше училище в света, университета „Ал-Азхар“.

## География
Кайро се намира в северната част на страната, наричана и Долен Египет, на 165 km южно от Средиземно море и на 120 km западно от Суецкия залив и Суецкия канал. Градът е разположен на река Нил, непосредствено на юг от точката, в която реката излиза от обградената с пустиня долина и се разклонява в своята делта. Градската агломерация на Кайро се разпростира от двете страни на реката, но самият град е разположен на нейния източен бряг и на два острова, като общата му площ е 214 km².
До средата на 19 век, когато реката е регулирана с диги, река Нил често променя коритото и нивото на водите си. Постепенно тя се измества на запад, като мястото на основания през 969 г. град Кайро се е намирало под водата само 3 века преди това, когато в съседство е основана първата мюсюлманска столица на Египет – Фустат. Ниските нива на Нил през 11 век добавят нови територии към площта на Кайро, като през 1174 г. се появява остров Гезирет ал-Фил, който по-късно се свързва със сушата и образува района Шубра. В началото на 14 век се образува нов остров, разделен на две части – Замалик и Гезира. Хидротехническите мероприятия от мамелюкския и османския период присъединяват нови земи към източния бряг на реката.
Поради придвижването на Нил най-новите части на града са разположени в близост до реката. Старата част на града, разположена южно от новия център, включва останките от Фустат и стария коптски квартал. Районът Булак на север възниква през 16 век като пристанище, а днес е основната промишлена зона на Кайро. Цитаделата, изградена от Фатимидите след основаването на Кайро, се намира на изток от центъра, заобиколена от стария мюсюлмански квартал. Докато в западната част на Кайро преобладават широките булеварди, открити пространства и съвременна архитектура с европейско влияние, за източната половина на града, нараствала хаотично през вековете, са характерни тесните улички, претъпканите жилища и ислямската архитектура.
Северните и крайни източни части на Кайро, както и множеството предградия и сателитни градове, се развиват от края на 20 век в резултат от бързия растеж на града. Западният бряг на Нил, урбанистично интегриран с града, е част от град Гиза, който има население около 2,7 милиона души.

## Климат
Кайро е разположен на 30° северна ширина и се намира на южната граница на субтропичния пояс. Зимата в града е топла, лятото – горещо, като температурите често превишават 40 °C. През зимните дни температура обикновено превишава 20 °C, но през нощите спада до 10 °C, в отделни нощи – до 5 °C, като много рядко има слана. Тъй като градът се намира близо до пустинята Сахара, валежите са много редки (сух климат), но ако падат, то те са доста силни и понякога причиняват наводнения. Годишните валежи са 24,9 mm, което прави Кайро един от най-сухите градове в света.
| Климат на Кайро                       | Климат на Кайро | Климат на Кайро | Климат на Кайро | Климат на Кайро | Климат на Кайро | Климат на Кайро | Климат на Кайро | Климат на Кайро | Климат на Кайро | Климат на Кайро | Климат на Кайро | Климат на Кайро | Климат на Кайро |
| Месеци                                | яну.            | фев.            | март            | апр.            | май             | юни             | юли             | авг.            | сеп.            | окт.            | ное.            | дек.            | Годишно         |
| Абсолютни максимални температури (°C) | 31,0            | 36,1            | 39,6            | 43,0            | 44,4            | 47,8            | 44,3            | 41,4            | 43,0            | 41,1            | 37,2            | 32,5            | 47,8            |
| Средни максимални температури (°C)    | 18,9            | 20,2            | 23,4            | 28,2            | 31,9            | 34,5            | 34,8            | 34,5            | 33,0            | 29,7            | 24,7            | 20,4            | 27,9            |
| Средни температури (°C)               | 14,1            | 15,1            | 17,6            | 21,6            | 24,9            | 27,7            | 28,6            | 28,5            | 27,0            | 24,1            | 19,4            | 15,5            | 22,0            |
| Средни минимални температури (°C)     | 9,8             | 10,5            | 12,5            | 15,6            | 18,6            | 21,4            | 23,0            | 23,3            | 21,8            | 19,1            | 14,8            | 11,2            | 16,8            |
| Абсолютни минимални температури (°C)  | 2,4             | 3,0             | 4,0             | 6,8             | 11,9            | 13,0            | 17,3            | 18,0            | 16,0            | 11,1            | 5,0             | 3,9             | 2,4             |
| Средни месечни валежи (mm)            | 5,0             | 3,8             | 3,8             | 1,1             | 0,5             | 0,0             | 0,0             | 0,1             | 0,1             | 0,7             | 3,8             | 5,9             | 24,9            |
| ------------------------------------- | --------------- | --------------- | --------------- | --------------- | --------------- | --------------- | --------------- | --------------- | --------------- | --------------- | --------------- | --------------- | --------------- |
| Източник: Погода и климат             |                 |                 |                 |                 |                 |                 |                 |                 |                 |                 |                 |                 |                 |

## История
Ал-Абиат е официалното име на града, но местните го наричат Масър (което е и името на Египет на арабски). „Ал-Кахира“ означава „Покорителят“. Името е дадено на града, тъй като много нашественици (напр. монголите, кръстоносците и османците) са били разбити, защото са се опитали да завладеят Кайро или са били победени в други земи от войници, изпратени от Кайро.
- 640 – арабско завоюване на Египет.
- 642 – основаване на Фустат от арабския военачалник Амир ибн ал-Ас. В днешно време, останки от Фустат може да се видят около метростанцията „Мар Гиргис“.
- 868 – назначаване та Ахмад ибн Тулун за наместник на Египет. При него, Египет става фактически независимо владение.
- 870 – строителство на новата столица на Египет, Ал Катаи, недалеч от Фустат (в чертите на съвременния град Кайро).
- 876 – 879 – строителство на джамията Ибн Тулун. И до днес, тя е една от основните забележителности на Кайро.
- 969 – Фатимидите завоюват Египет и основават Кайро.
- 972 – основаване на ал Азхар, един от най-старите съществуващи университети в света.
- 996 – 1021 – управление на фатимидския халиф Ал Хаким. Интензивно монументално строителство в Кайро.
- 1036 – 1094 – управление на фатимидския халиф Мустансир. Тежка икономическа, политическа и социална криза в града и страната.
- 1073 – 1094 – реалната власт се оказва в ръцете на везира Бадра ал Джамали. Стабилизация на икономическото, политическото и социалното положение в града и страната.
- 1099, 15 юли – кръстоносците завладяват Йерусалим и се оказват близо до египетските граници.
- 1176 – полагане основите на Каирската цитадела на Саладин.
- 1250 – Мамелюците (роби, от чиито редици се формират военни отряди) успяват да завземат властта в Кайро и Египет. Първият мамелюкски султан е Айбек.
- 1302 – земетресение в Кайро.
- 1347 – начало на „Черната смърт“, катастрофална чумна епидемия, нанесла съкрушителен удар по населението и икономиката на града и страната. Въпреки кризата, мамелюкските султани продължават интензивното монументално строителство в Кайро.
- 1356 – 1362 – строителство на джамията на султан Хасан.
- 1511 – строителство на Хан ал Халили.
- 1517, 22 януари – разгром на мамелюците от османските войски в сражение край града.
- 1517 – 1914 – Египет е в състава на Османската империя. Управляван е от наместници – паши.
- 1798, 24 юли – Навлизане на армията на Наполеон в Кайро.
- септември 1801 – оттегляне на наполеоновата армия от Египет.
- 1805 – идване на власт на Мохамед Али паша, номинално признаващ властта на турските султани.

- 1811 – масово убийство на мамелюци в каирската цитадела.
- 1854 – Александрия е съединена с Кайро чрез железопътна линия. Това е първата жп линия в Африка.
- 1858 – основаване от Огюст Мариет на Булакския (днес – Египетски) музей.
- 1881 – основаване на Музея на ислямското изкуство.
- 1881 – 1882 – въстание на Ахмад Араби паша.
- 1882 – английска окупация при формално съхраняване на управлението на Османската империя над Египет.
- 1902 – откриване на новото здание на Египетския музей на площад Тахрир.
- 1908 – основаване на Каирския университет, първия съвременен египетски университет.
- 1908 – основание на Коптския музей.
- 1919, март-април – въстание в Кайро против английската власт.
- 1945 – откриване на Каирското международно летище
- 1955 – приет е генерален план за реконструкция на Кайро.
- 1987 – откриване на първата линия на Каирския метрополитен.

## Население
Населението на Кайро бързо нараства през последните десетилетия. Градът е дом на два пъти повече хора, отколкото в средата на 1960-те години. Една от причините за това са високите темпове на раждаемост и притока на хора от селските райони. Поради бързото нарастване на населението на града, около него се формират няколко сателитни града.
Тъй като границите на града не се разширяват, прирастът на населението отслабва. Много хора предпочитат да живеят в близките предградия на Кайро, общият брой на чието население е приблизително равно на населението на самия град. Според данните от 2009 г., населението е 8 026 454 души в самия град и 17,856 милиона души в агломерацията.
Таблицата по-долу показва броя на хората за дадена година. До 1877 г. са оценките на населението, от 1882 до 2006 г. – резултати от преброявания, 2008 г. и 2009 г. – резултатите от изчисленията. Под внимание е взето само населението на град Кайро, а не на агломерацията.
| Година | Население |
| ------ | --------- |
| 1800   | 200 000   |
| 1859   | 254 000   |
| 1865   | 282 300   |
| 1870   | 313 400   |
| 1877   | 327 500   |
| 1882   | 374 838   |
| 1897   | 570 062   |
| 1907   | 654 476   |
| 1917   | 790 939   |
| 1927   | 1 059 800 |

| Година | Население |  |
| ------ | --------- |  |
| 1937   | 1 312 096 |  |
| 1947   | 2 090 654 |  |
| 1960   | 3 349 000 |  |
| 1966   | 4 219 900 |  |
| 1976   | 5 084 463 |  |
| 1986   | 6 052 836 |  |
| 1996   | 6 789 479 |  |
| 2006   | 7 786 640 |  |
| 2008   | 7 947 121 |  |
| 2009   | 8 026 454 |  |

В Египет обаче няма задължителна регистрация, поради което посочените данни за населението са екстраполации въз основа на резултатите от преброяването. Неофициалните оценки дават до 25 милиона жители за столичния район, което би означавало почти една трета от цялото население на Египет.

## Икономика
Градът е главният търговски и промишлен център на Египет. Местните предприятия произвеждат памучен текстил, хранителни продукти, моторни масла, самолети и изкуствени торове.
Кайро се обслужва от международно летище, разположено на около 24 km от града. Железопътната гара и автобусният терминал са в центъра на града.

## Инфраструктура

### Здравеопазване
Кайро е основен център на здравеопазването в Египет, и въпреки някои изключения, има най-високо ниво на медицинската помощ в страната. Болниците в Кайро включват As-Salaam International Hospital, „Маади“ (най-голямата частна болница в Египет с 350 легла), университетската болница „Айн Шамс“, „Дар Ел Фуад“ и болницата „Касър Ел Айни“.

### Образование
Кайро отдавна е център на образованието и образователните услуги за Египет и региона. Днес в Кайро е център на много правителствени учреждения, регулиращи образователната система, и има най-голям брой образователни училища и висши учебни заведения сред другите градове и провинции на Египет. Някои от международните учебни заведения, основани в Кайро:
Университети в Кайро:
| Университет                                               | Дата на основаване |
| --------------------------------------------------------- | ------------------ |
| „Ал Азхар“                                                | 975                |
| Каирски университет                                       | 1908               |
| Американски университет в Кайро                           | 1919               |
| „Айн Шамс“                                                | 1950               |
| Арабска академия за наука и технологии и морски транспорт | 1972               |
| „Хелуан“                                                  | 1975               |
| Академия „Садат“                                          | 1981               |
| Институт за високи технологии                             | 1989               |
| Модерна академия                                          | 1993               |
| Международен университет „Мисър“                          | 1996               |
| Университет за наука и технологии „Мисър“                 | 1996               |
| Университет за модерни науки и изкуство                   | 1996               |
| Университет Française d'Égypte                            | 2002               |
| Германски университет в Кайро                             | 2003               |
| Канадски международен колеж                               | 2004               |
| Британски университет в Египет                            | 2005               |
| Канадски университет „Ахрам“                              | 2005               |
| Нилски университет                                        | 2006               |
| Египетски университет на бъдещето                         | 2006               |

### Транспорт
Кайро има обширна пътна мрежа, железопътна система, метро и морски транспорт. Автомобилният транспорт е подпомогнат от лични превозни средства, таксиметрови коли, частни автобуси на обществения транспорт и микробуси. Кайро, по-специално площад „Рамзес“, е центъра на почти цялата египетска транспортна мрежа.
Системата на метрото е бърз и ефективен начин за придвижване из Кайро. То може да е много пренаселено в пиковите часове. Два от вагоните (четвърти и пети) са запазени само за жени, макар че жените могат да стоят във всеки вагон, в който поискат.
Обширна пътна мрежа свързва Кайро с други египетски градове и села. Налице е нов околовръстен път, която заобикаля покрайнините на града, с изходи, които достигат външните квартали на Кайро. Има надлези и мостове, като моста „Шести октомври“, който, когато движението не е тежко натоварено, позволява бързо придвижване на средствата за транспорт от единия край на града до другия.
Трафикът на Кайро е известен като хаотичен и претъпкан.

### Спорт
Футболът е най-популярният спорт в Египет и Кайро има редица спортни отбори, които се състезават в националните и регионалните лиги. Най-известните отбори са Ал-Ахли и Ел Замалек, чиито годишен футболен турнир е може би най-гледаното спортно събитие в Египет, както и в афро-арабския регион. Двата отбора са известни като „съперниците“ в египетския футбол, и са първият и вторият шампиони на Африка и арабския свят. Те играят домакинските си мачове на Международния стадион в Кайро или стадион „Насър“, който е вторият по големина в Египет, най-големият в Кайро и един от най-големите стадиони в света.
Международният стадион в Кайро е построен през 1960 г. и представлява многофункционален спортен комплекс, в който има футболен стадион, закрит стадион, няколко спомагателни игрища, на който са проведени няколко регионални, континентални и световни игри, включително Панафрикански игри, световно първенство по футбол под 17 години и е един от стадионите-домакин на Купата на африканските нации през януари 2006 г.
Кайро не успява да спечели при наддаването за Летните олимпийски игри през 2008 г., които са организирани от Пекин, Китай. Въпреки това, Кайро е домакин на Панарабските игри през 2007 г.
Има няколко други спортни отбора в града, които участват в различни видове спорт, например Ел Гезира, Ел Шамс, Ел Сеид, Хелиополис клуб и няколко по-малки клуба.
Повечето от спортните федерации на страната също са разположени в чертите на града, включително египетската футболна асоциация. Седалището на Африканската футболна конфедерация (CAF) бе в Кайро, преди да се премести в новия си щаб в Мадинат ас-Садис мин Уктубар, малък град далеч от претъпканите квартали на Кайро.
През октомври 2008 г. е официално сформирана египетската федерация по ръгби, която получава покана за членство в Международния съвет по ръгби.

## Култура
През вековете, още преди четири хиляди години, Египет е земя, на която се пресичат много цивилизации. Фараоните, заедно с гърци, вавилонци и римляни, са оставили своите отпечатъци. Мюсюлманите от Арабския полуостров, водени от Амр ибн ал-Ас, въвеждат исляма в Египет.
Президентът Мубарак открива новата опера в Кайро на 10 октомври 1988 г., 17 години след като Royal Opera House е унищожена от пожар. Националният културен център е построен с помощта на JICA, японската международна агенция за сътрудничество, и е важна характеристика за японско–египетското сътрудничество и приятелството между двете страни. Khedivial Opera House или Royal Opera House е първоначалната сграда на операта в Кайро, Египет. Тя е открита на 1 ноември 1869 г. и изгаря на 28 октомври 1971 г. След като първоначалната сграда на операта е унищожена, Кайро остава без опера в продължение на почти две десетилетия – до откриването на новата опера в Кайро през 1988 г.

### Религии
Повечето жители на града изповядват сунитски ислям. Университетът Ал-азхар е водещ за сунитския ислям. Броят на джамиите в града се разраства. Повечето християни са копти. До смъртта си през март 2012 г., папа Шенуда III е лидер на коптската православна църква, чието седалище е в Кайро. Кайро има няколко синагоги, но са останали малко евреи след създаването на Израел и еврейското преселение от арабските и мюсюлманските страни. Напрежението между членовете на различните религии се увеличава.

## Архитектурни паметници
- Джамия Амир (641 – 642 г.)
- Джамия Ибн Тулун (876 – 879 г.)
- Джамия Ал Азхар (970 – 972 г.), минаре от 1468 – 1496 г.
- Джамия Ал Хаким (990 – 1013 г.)
- Джамия Ал Гуюши (1085 г.)
- Джамия Ал Акмар (1125 г.)
- Джамия Ас Салих ат Талаи (1160 г.)
- мавзолей Аш Шафии (1211 г.)
- Джамия на султан Бейбарс (1267 – 1269 г.)
- Джамия, мавзолей и медресе на султан Калаун (края на 13 век)
- мавзолей Санджар Ал Гавли (1303 – 1304 г.)
- Джамия, мавзолей и медресе на султан Хасан (1356 – 1363 г.)
- Джамия Ал Муаяд (1415 – 1420 г.)
- Джамия на Кайт бей (1472 – 1474 г.)
- Джамия, мавзолей и медресе на султан Ал Гури (1503 г.)
- Джамия на Синан паша (1571 г.)
- дом Ал Гурия (16 век)
- дом Зайнаб Хатун (16 век)
- дом Гамал ал Дин аз Захаби (1637 г.)
- дом на емира Ридван бей (1655 г.)
- Джамия на Мохамед Али (1830 – 1848 г.) (арх. Юсуф Бохна)
- Египетски музей (1902 г.) (арх. М. Дурньон)
- Джамия Ар Рифаи (1911 г.)[19]
- Каирска телевизионна кула
- Синята джамия

## Музеи
- Каирски египетски музей
- Коптски музей
- Детски музей в Кайро
- Музей на ислямското изкуство
- Музей на съвременното изкуство
- Военен музей
- Етнографски музей
- Музей Ал Гезира
- Пощенски музей
- Железопътен музей

## Известни личности
Родени в Кайро
- Самир Амин (1931 – 2018), политикономист
- Ги Беар (1930 – 2015), френски музикант
- Бутрос Бутрос-Гали (1922 – 2016), политик и дипломат
- Александрос Лагопулос (р. 1939), семиотик
- Нагиб Махфуз (1911 – 2006), писател
- Абдел Фатах Сиси (р. 1954), офицер и политик, 6-ти президент на Египет
- Фуад I (1868 – 1936), султан на Египет (1917 – 1922), крал на Египет (1922 – 1936)
- Шерине (р. 1980), египетска певица и актриса
- Стилияна Николова (р. 2005), състезателка по художествена гимнастика

Починали в Кайро
- Ховсеп Азнавур (1854 – 1935), архитект
- Йохан Лудвиг Буркхард (1784 – 1817), швейцарски изследовател
- Идрис (1890 – 1983), крал на Либия
- Джордж Хърбърт Карнарвън (1866 – 1923), британски археолог
- Жан-Батист Клебер (1753 – 1800), френски генерал
- Ум Кулсум (1898 – 1975), певица
- Николай Кьостнер (1889 – 1958), естонски политик и икономист
- Нагиб Махфуз (1911 – 2006), писател
- Мохамед Реза Пахлави (1919 – 1980), шах на Иран
- Пири Реис (1470 – 1553), мореплавател
- Ануар Садат (1918 – 1981), политик
- Сава Филаретов (1825 – 1863), български възрожденски просветен деец и общественик
- Мелетий Софийски (1832 – 1891), Софийски митрополит
- Ибн ал-Хайтам (965 – 1039), учен

Други
- Ясер Арафат (1929 – 2004), палестински политик, живее в града през 1937 – 1956
- Пиер Тейяр дьо Шарден (1881 – 1955), френски палеонтолог и теолог, преподава в града през 1905 – 1908
- Рания Ясин (р. 1970), кралица на Йордания, завършва Американския университет през 1991

Българи развивали търговия в Кайро
- Ненчо Палавеев (1859 – 1936), благодетелят на Копривщица имал дюкяни в Кайро и търгувал с кехлибар, килими, коприна

## Побратимени градове и партньори
- Акхисар (на турски: Akhisar), Турция
- Александрия, Египет
- Алжир, Алжир (1985)
- Аман, Йордания (1988)
- Амстердам, Холандия
- Анкара, Турция
- Атина, Гърция (1996)
- Багдад, Ирак (1978)
- Бейрут, Ливан (1998)
- Буенос Айрес, Аржентина
- Вашингтон, САЩ
- Дамаск, Сирия
- Джида, Саудитска Арабия
- Истанбул, Турция
- Исфахан, Иран (1982)
- Лима, Перу
- Лисабон, Португалия
- Лондон, Великобритания
- Мадрид, Испания
- Москва, Русия
- Ню Йорк, САЩ (1982)
- Париж, Франция (1992)
- Пекин, Китай (1990)
- Прага, Чехия
- Рабат, Мароко (1987)
- Рим, Италия
- Сао Пауло, Бразилия
- Сеул, Южна Корея (1997)
- Ташкент, Узбекистан
- Токио, Япония
- Торонто, Канада
- Тунис, Тунис (2000)
- Хартум, Судан
- Щутгарт, Германия (1979)